# Troy Kemp
Troy Kemp (Nassau, 18 maart 1966) is een voormalige Bahamaanse hoogspringer. Hij werd wereldkampioen en Centraal-Amerikaans en Caribisch kampioen in deze discipline. In totaal nam hij driemaal deel aan de Olympische Spelen, maar won hierbij geen medailles.

## Biografie
Zijn eerste internationale succes behaalde Kemp in 1984 met het winnen van het hoogspringen tijdens de Centraal-Amerikaanse en Caribische kampioenschappen. Nadat hij zich zowel op de wereldkampioenschappen van 1987 als de Olympische Spelen van 1988 niet voor de finale had weten te plaatsen, behaalde hij in 1991 de hoogspringfinale wel tijdens de WK van 1991 in Tokio. Hij werd vijfde met 2,34 m.
Op de Olympische Spelen van 1992 in Barcelona behaalde werd hij zevende met 2,31 en op wereldindoorkampioenschappen van 1993 vierde met 2,34.
1995 was het beste jaar in de sportcarrière van Troy Kemp. Met zijn sprong van 2,38 in Nice evenaarde hij het Gemenebestrecord. Op de WK van 1995 sprongen alleen Troy Kemp en de Cubaan Javier Sotomayor over de 2,37. Troy Kemp haalde dit in zijn tweede poging en de Cubaan in zijn derde. Hierdoor won Kemp het goud. Kemp en Sotomayor slaagde er beiden niet in om over 2,39 te geraken.

## Titels
- Wereldkampioen hoogspringen - 1995
- Centraal-Amerikaans en Caribische kampioen hoogspringen - 1984

## Persoonlijke records
| Onderdeel              | Prestatie   | Datum         | Plaats   |
| ---------------------- | ----------- | ------------- | -------- |
| hoogspringen (outdoor) | 2,38 m (NR) | 12 juli 1995  | Nice     |
| hoogspringen (indoor)  | 2,36 m (NR) | 18 maart 1994 | Weinheim |

## Palmares

### hoogspringen
- 1981:  Carifta Games (onder 17 jr.) - 1,88 m
- 1982:  Carifta Games (onder 17 jr.) - 1,95 m
- 1982:  Centraal-Amerikaanse en Caribische jeugdkamp. - 1,82 m
- 1932:  Carifta Games (onder 17 jr.) - 1,86 m
- 1984:  Centraal-Amerikaanse en Caribische kamp. - 2,12 m
- 1984:  Carifta Games - 2,11 m
- 1984:  Pan-Amerikaanse jeugdkamp. - 2,10 m
- 1985:  Carifta Games - 2,13 m
- 1987:  Pan-Amerikaanse Spelen - 2,28 m
- 1989: 13e WK indoor - 2,25 m
- 1989:  Centraal-Amerikaanse en Caribische kamp. - 2,26 m
- 1991:  Pan-Amerikaanse Spelen - 2,32 m
- 1991: 14e WK indoor - 2,20 m
- 1991: 5e WK - 2,34 m
- 1992: 7e OS - 2,31 m
- 1992:  Grand Prix Finale - 2,33 m
- 1993: 4e WK indoor - 2,24 m
- 1993: 5e WK - 2,34 m
- 1994:  Grand Prix Finale - 2,33 m
- 1995:  WK - 2,37 m
- 1996: 13e OS - 2,25 m

### polsstokhoogspringen
- 1982:  Centraal-Amerikaanse en Caribische jeugdkamp. - 2,64 m

1983 Hennadi Avdjejenko ·
1987 Patrik Sjöberg ·
1991 Charles Austin ·
1993 Javier Sotomayor ·
1995 Troy Kemp ·
1997 Javier Sotomayor ·
1999 Vjatsjelav Voronin ·
2001 Martin Buß ·
2003 Jacques Freitag ·
2005 Joeri Krymarenko ·
2007 Donald Thomas ·
2009 Jaroslav Rybakov ·
2011 Jesse Williams ·
2013 Bohdan Bondarenko ·
2015 Derek Drouin ·
2017 Mutaz Essa Barshim ·
2019 Mutaz Essa Barshim ·
2022 Mutaz Essa Barshim ·
2023 Gianmarco Tamberi